# Keltische talen

De overgebleven Keltische talen

De Keltische talen vormen de westelijke tak van de Indo-Europese talen en werden gesproken door de Keltische stammen die vanaf de 7e eeuw v.Chr. het grootste deel van Europa bevolkten.

## Oorsprong en verspreiding
Alle Keltische talen stammen af van een gemeenschappelijke voorouder, het Proto-Keltisch, dat op zijn beurt behoort tot de Indo-Europese taalfamilie, waartoe ook het Nederlands behoort. Tijdens het eerste millennium voor onze jaartelling, toen de Keltische beschaving haar hoogtepunt bereikte, werden de Keltische talen gesproken over bijna heel Europa.
In de eenentwintigste eeuw wordt er nog alleen Keltisch gesproken in Ierland, Noord-Ierland, Schotland, het eiland Man, Wales, Cornwall, en Bretagne. Emigranten uit Ierland, Schotland en Wales hebben hun talen ook meegenomen naar de Verenigde Staten, Canada, Argentinië en Australië, maar ondertussen zijn deze talen daar (zo goed als) uitgestorven.

## Classificatie
De Keltische talen kunnen op twee manieren gecategoriseerd worden. Eén categorisatiemethode verdeelt de Keltische talen in P-Keltisch en Q-Keltisch. Deze onderverdeling is gebaseerd op de ontwikkeling van de Proto-Keltische klank *kw, die *p werd in de P-Keltische talen en *k in de Q-Keltische talen. Volgens deze classificatiemethode zijn het Gallisch en Brits P-Keltische talen, en het Keltiberisch en Gaelisch Q-Keltische talen. Deze theorie gaat ervan uit dat op een gegeven moment de Q-Keltische talen zich afgesplitst hebben van het Proto-Keltisch, waar vervolgens de P-Keltische talen zijn uit ontstaan.
De andere classificatiemethode, die vandaag de meest gebruikelijke is, verdeelt de Keltische talen in het Eiland-Keltisch of Insulair Keltisch en het Vasteland-Keltisch. Het Gallisch en het Keltiberisch zijn Vasteland-Keltisch, terwijl het Gaelisch en Brits behoren tot de Eiland-Keltische talen. Deze theorie stelt dat de evolutie in P- en Q-Keltisch onafhankelijk op meerdere locaties heeft plaatsgevonden.
Wetenschappers hebben aanwijzingen gevonden die beide hypotheses ondersteunen, maar de ontdekking dat het Keltiberisch ook Q-Keltisch is, heeft aan de eerste classificatiemethode een zware slag toegebracht.
Aangezien de Vasteland-Keltische talen uitgestorven zijn, wordt P-Keltisch vaak gebruikt als synoniem voor Brits, en Q-Keltisch als synoniem voor Gaelisch.

### Stamboom volgens de Eiland/Vastelandhypothese
Volgens de Eiland/Vastelandhypothese, ziet de stamboom van de Keltische talen er als volgt uit:

### Stamboom volgens de P-/Q-hypothese

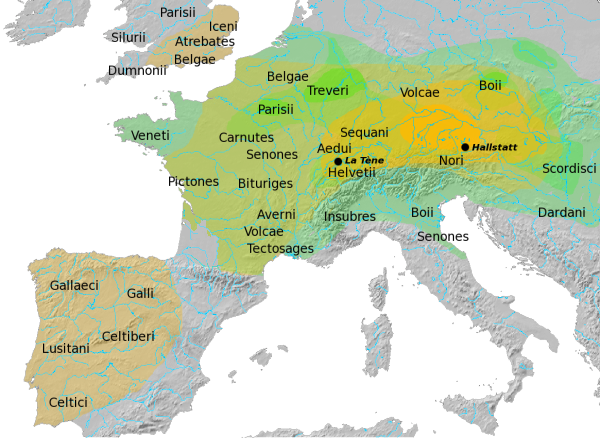
Keltische volken tijdens (oranje) en na de Hallstattcultuur

Volgens de P-/Q-hypothese, ziet de stamboom van de Keltische talen er als volgt uit:

## Karakteristieken
Hoewel de Keltische talen sterk van elkaar verschillen, bezitten zij een aantal gemeenschappelijke kenmerken. Deze kenmerken zijn, hoewel vaak afwezig in de ons meer bekende Indo-Europese talen, echter niet uniek aan de Keltische talen. Enkele voorbeelden:
- Consonantmutaties of medeklinkermutaties (alleen bij het Eiland-Keltisch)

voorbeeld (Iers): Pól (nominatief: Paul) wordt Phóil (genitief: van Paul)
- Verbogen voorzetsels (alleen bij het Eiland-Keltisch)
- De standaard woordorde: werkwoord, onderwerp, voorwerp (alleen bij het Eiland-Keltisch)
- Twee geslachten (alleen bij het hedendaags Eiland-Keltisch; Oudiers en Vasteland-Keltisch hadden drie geslachten.)
- Bepaalde, maar geen onbepaalde lidwoorden (alleen bij het Eiland-Keltisch)
- Tellen per twintig in plaats van per tien.

voorbeeld (Welsh): deg (tien), ugain (twintig), deg ar hugain (dertig), deugain (veertig)

## Keltisch taal- en cultuurgebied
Aan het begin van de eenentwintigste eeuw worden er nog vier Keltische talen gesproken: Bretoens in Bretagne, Iers in Ierland, Welsh in Wales en Schots-Gaelisch in Schotland. Het aantal sprekers is evenwel zo klein geworden dat het voortbestaan van deze talen onzeker is geworden.